# Balthasar Gerards
Balthasar Gerards (Frans: Balthasar Gérard) (Vuillafans, ca. 1557 – Delft, 14 juli 1584) was de moordenaar van prins Willem van Oranje.

## Jeugd
Balthasar Gerards, eigenlijk Balthasar Gérard, werd geboren in Vuillafans bij Besançon in het Vrijgraafschap Bourgondië (tegenwoordig Franche-Comté); als zodanig was hij een onderdaan van het Spaanse Rijk van de net aangetreden Filips II van Spanje. De straat waar hij werd geboren heet tegenwoordig Rue Gérard. Balthasar was de jongste zoon van Jean Gérard en Barbe d'Emskerque, die twaalf kinderen in totaal hadden: vijf zonen en zeven dochters. De ouders waren zeer Spaansgezind en gaven hun kinderen een strenge katholieke opvoeding. Vader Jean Gérard speelde in de kleine dorpsgemeenschap een vooraanstaande rol als grondbezitter en lagere rechter. Zijn functie wordt uit de bronnen niet helemaal duidelijk; meestal wordt hij 'rechter en slotvoogd' genoemd, soms echter ook 'notaris'. Hij bezat echter geen kasteel, eerder een grote boerderij; de familie Gérard had met het nabijgelegen kasteel niets te maken. Moeder Barbe d'Emskerque kwam uit een rijke handelaarsfamilie uit Besançon met Nederlandse wortels ('d'Emskerque' komt vermoedelijk van 'van Heemskerke'). Het is niet helemaal duidelijk wie haar ouders waren, maar sommige historici vermoeden dat het Willem d'Emskerque d'Anvers en Marguerite Prévostet waren (van wie Barbe d'Emskerque in ieder geval familie was), die begin 15e eeuw zes kinderen kregen in Besançon. Van hun vijf zonen werden er twee priester, terwijl de drie andere verwikkeld raakten in rechtszaken waarin zij verdacht werden van ketterij en lutheranisme. Twee verdachten gingen vrijuit, maar de derde werd na zijn overlijden veroordeeld; de familie wist met juridische actie echter eerherstel af te dwingen. Historici vermoeden dat deze tumultueuze familiegeschiedenis ertoe kan hebben bijgedragen dat de moeder van Balthasar Gerards een herhaling van wat er met haar broers dan wel andere familieleden was gebeurd wilde voorkomen door haar eigen kinderen katholiek op te voeden. In Balthasars jeugdjaren braken in buurland Frankrijk de Hugenotenoorlogen uit en later brak ook in de Habsburgse Nederlanden de Tachtigjarige Oorlog uit, waarbij Willem van Oranje de de facto leider van de opstand tegen de Spaanse koning werd (en volgens sommigen ook leider van de protestantse zaak tegen de Katholieke Kerk, al was Oranjes religieuze positie te complex om hem zomaar in het protestantse kamp te plaatsen). Het feit dat koning en Kerk de protestanten afschilderden als 'ketters' die de dood verdienden, zal vermoedelijk diepe indruk op hem hebben gemaakt; dat daarbij vele publieke executies van en moordaanslagen op vermeende ketters werden gepleegd op bevel van of met goedkeuring van koning en Kerk eveneens.

## Opleiding en loopbaan
Alle vijf zonen van Jean Gérard en Barbe d'Emskerque gingen studeren aan de Universiteit van Dole, de hoofdstad van Franche-Comté, waar er twee werden opgeleid tot priester en de drie anderen waaronder Balthasar rechten gingen studeren. Balthasar begon aan zijn studie in 1569 toen hij twaalf jaar oud was. Van Balthasars jaren in deze stad is alleen bekend dat hij in dienst trad als klerk bij de griffie van het gerechtshof (een prestigieuze functie). In een boek van een tijdgenoot is er een incident te lezen waarin de twaalfjarige Balthasar Gerards in het gerechtshof hoorde over de plunderingen die de geuzen onder leiding van de prins van Oranje pleegden; hij zou daarbij woedend zijn geworden en herhaaldelijk hebben gezworen Oranje te zullen doden totdat zijn toehoorders het begon te vervelen en ze hem vertelden zijn mond te houden. Tijdens zijn verhoor in juli 1584 meldde Balthasar Gerards in zijn bekentenis alleen wat hij deed na 1582 (en dan slechts over de voorbereidingen van zijn moord op Oranje), op één voorval uit deze tijd na: in 1578 zou hij zich in een gesprek over politiek en Willem van Oranje zo hebben opgewonden, dat hij met al zijn kracht een dolk in de deur stak. Hij zou daarbij hebben uitgeroepen: "Ik zou willen dat die stoot in het hart van de prins van Oranje zou zijn gegeven." Hierbij zou een aanwezige hebben gezegd dat vorsten bedreigen ongepast was, tenzij de koning daartoe opdracht gaf. Er zijn verder geen incidenten bekend, noch is bekend hoe ver hij met zijn rechtenstudie kwam, maar uit verschillende bronnen blijkt dat hij goed kon schrijven en intelligent was en verder zijn religieuze fanatisme probeerde te verhullen.

## Op weg naar Willem van Oranje

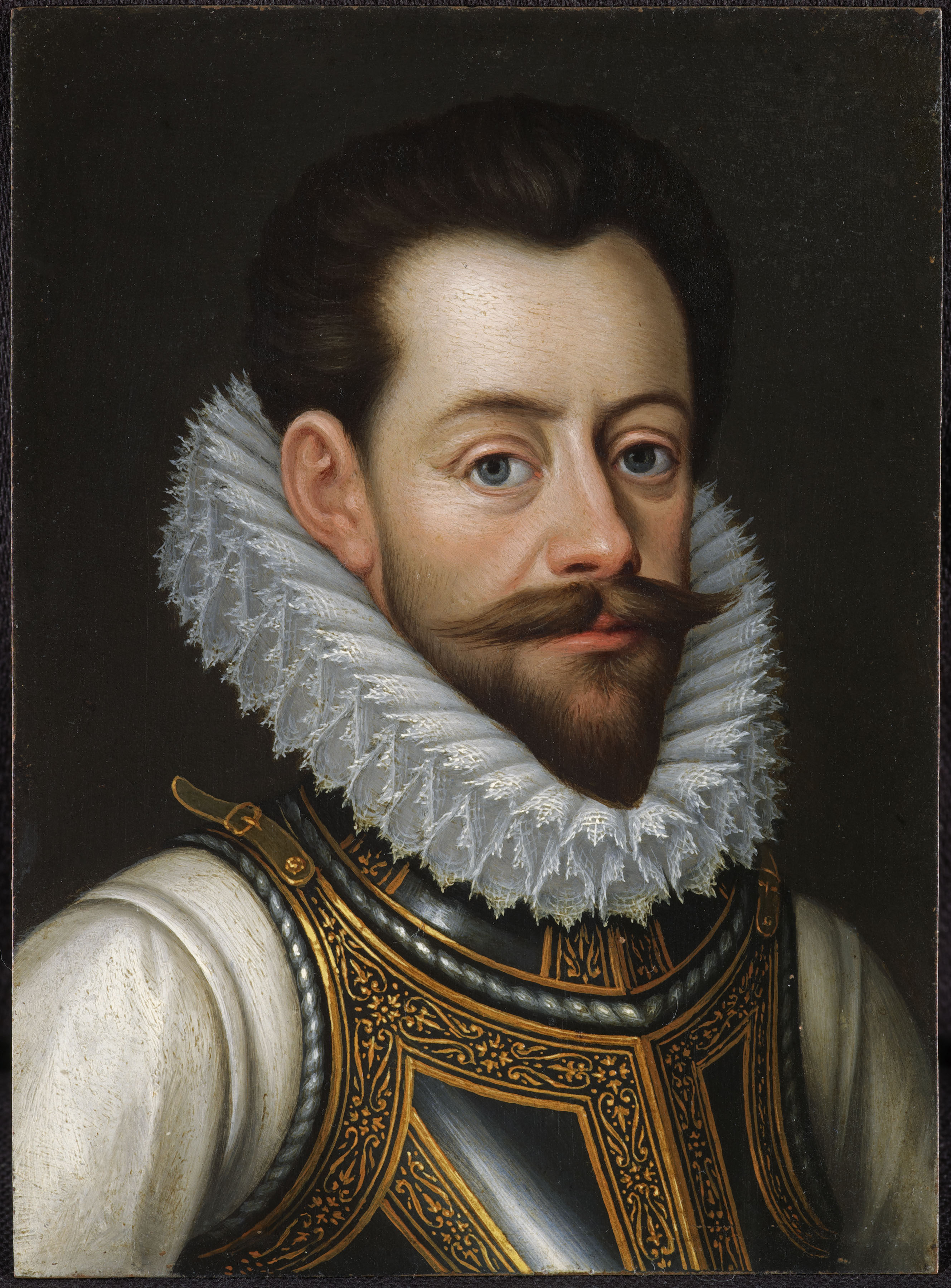
Alexander Farnese (Parma)

Filips II verklaarde Willem van Oranje op 15 maart 1580 vogelvrij: Wilhelm van Nassau, prince van Orangien, als hooft beroerder ende bederver van tgeheel Christenrijck, ende namentlijck van dese Nederlanden: Waerby een yeghelijck geauctoriseert wordt van hem te beschadigen, offenderen ende uyter weerelt te helpen, met loon ende prys voor den ghenen die des doen, oft daer toe assisteren zullen. Het edict bevatte verder nog een pagina's lange opsomming van de wandaden van deze schelm ende verrader – waaronder bigamie, hoogverraad en huichelarij – en de mededeling dat hij voor eeuwig uit de Nederlanden was verbannen.
Gerards zei tijdens zijn verhoor drie jaar eerder (dus ergens in 1581) voor het eerst van de ban te hebben gehoord, maar pas in februari 1584 de tekst ervan daadwerkelijk te hebben gelezen; volgens Renon de France las Gerards de ban echter al in 1582 en zou toen bovendien zijn moordplan hebben verteld aan de zoon van Mansfeld, die het afkeurde. Gerards verliet in februari 1582 zijn woonplaats Dole om Oranje te vermoorden nadat hij van de ban had gehoord. Hij koesterde een grote haat jegens Oranje en werd aangemoedigd door de enorme beloning en beloofde heiligverklaring (die er overigens nooit is gekomen). In Luxemburg woonde een neef van Gerards, Jean Duprel, die secretaris was van stadhouder Peter Ernst I van Mansfeld. In Luxemburg vernam Gerards dat Jean Jaureguy op 18 maart 1582 een succesvolle aanslag op Willems leven had gepleegd, maar al snel bereikte hem het bericht dat Willem nog in leven was. Gerards werd klerk in Mansfelds dienst en vergezelde hem samen met Duprel op de veldtochten. Als Mansfelds leger in de buurt van het leger van Willem zou komen, zou Balthasar overlopen om zo in Willems nabijheid te komen. Hij zou zich voordoen als protestant en de prins als bewijs van zijn goede bedoelingen een officieel lakzegel van Mansfeld aanbieden. Daarmee zou Willem allerlei valse documenten en paspoorten kunnen fabriceren met graaf Mansfelds zegel erop. De veldtochten brachten Balthasar Gerards echter niet in de buurt van prins Willem. Hij probeerde tweemaal ontslag te nemen maar dit werd geweigerd.
In maart 1584 nam hij ontslag, in Trier nam een jezuïet hem de biecht af. Hij vertelde hem zijn moordplan. Hij was er niet geheel zeker van of hij met het gebruiken van Mansfelds zegel geen fout beging. De jezuïet (wiens naam niet bekend is) wist dit ook niet (wel verzekerde hij hem ervan dat hij een martelaar zou worden indien hij als gevolg van de aanslag zou sterven) en adviseerde hem contact op te nemen met de landvoogd Farnese in Doornik. Daar had hij uitgebreid overleg met het Spaanse kamp van Farnese vóór hij in het voorjaar van 1584 naar Delft reisde. Farnese overlegde met Christophe d'Assonleville, heer van Hauteville, en ze raakten ervan overtuigd dat Gerards geschikt was. Gerards was immers bezeten van het idee een God welgevallig werk te gaan verrichten. Hij ging nog eens ter biecht en verkreeg absolutie. Gerards overhandigde de landvoogd in Doornik een brief waarin hij zijn zorgen uitte over het feit dat het "volstrekt juiste vonnis" van de koning nog steeds niet was voltrokken en hij zijn plannen presenteerde. Parma was weinig onder de indruk en achtte Balthasar niet in staat de klus te klaren. Hij werd doorverwezen naar raadsheer Christophe d'Assonleville. Deze probeerde Balthasars enthousiasme te temperen, maar tevergeefs. Parma had er geen enkel vertrouwen in, maar was van mening dat Balthasar zijn gang maar moest gaan. Hij mocht echter in geen geval Parma's naam noemen.
Begin mei van het jaar 1584 kwam Gerards aan in Delft en nam zijn intrek in herberg De Diamant in de Choorstraat, een paar honderd meter van het Prinsenhof waar Willem verbleef. Hij verspilde geen tijd en begaf zich onder de schuilnaam François Guyon met een brief voor de prins naar het Prinsenhof: "Omtrent t'beghinsel vanden Mey, is een man, out zijnde ontrent sessentwintich oft sevenentwintich jaren, middelbaer cort van persoone, ende slecht van ghedaente, ghecomen aenden persoone vanden Prince, ende heeft hem eenen brief ghegheven". Een paar dagen later werd Balthasar bij Willems adviseur Pierre Loyseleur de Villiers geroepen. Hij presenteerde zich hier als een protestantse edelman die uit Frankrijk was gevlucht en in dienst van de prins wilde treden en liet het zegel van Mansfeld zien.
Willem en De Villiers kwamen tot de conclusie dat hun bondgenoten in Frankrijk iets aan het zegel zouden kunnen hebben en stuurden Gerards eropuit. Dit kwam hem zeer slecht uit, maar aangezien hij in dienst van de prins was getreden kon hij niet weigeren. Een maand later werd hij door deze bondgenoten teruggezonden. Van het reisgeld kocht hij op 8 juli twee pistolen van Franse soldaten.

## Moord
Gerards begaf zich op dinsdag 10 juli 1584 rond het middaguur naar het Prinsenhof met de mededeling dat hij Willem wilde spreken. Willems vrouw Louise van Coligny schijnt nog bezorgd te hebben gevraagd wie dat type was, maar werd gerustgesteld. Willem meldde Balthasar dat hij hem na het middageten te woord zou staan. Balthasar keerde terug naar de Diamant om zijn pistolen te halen.

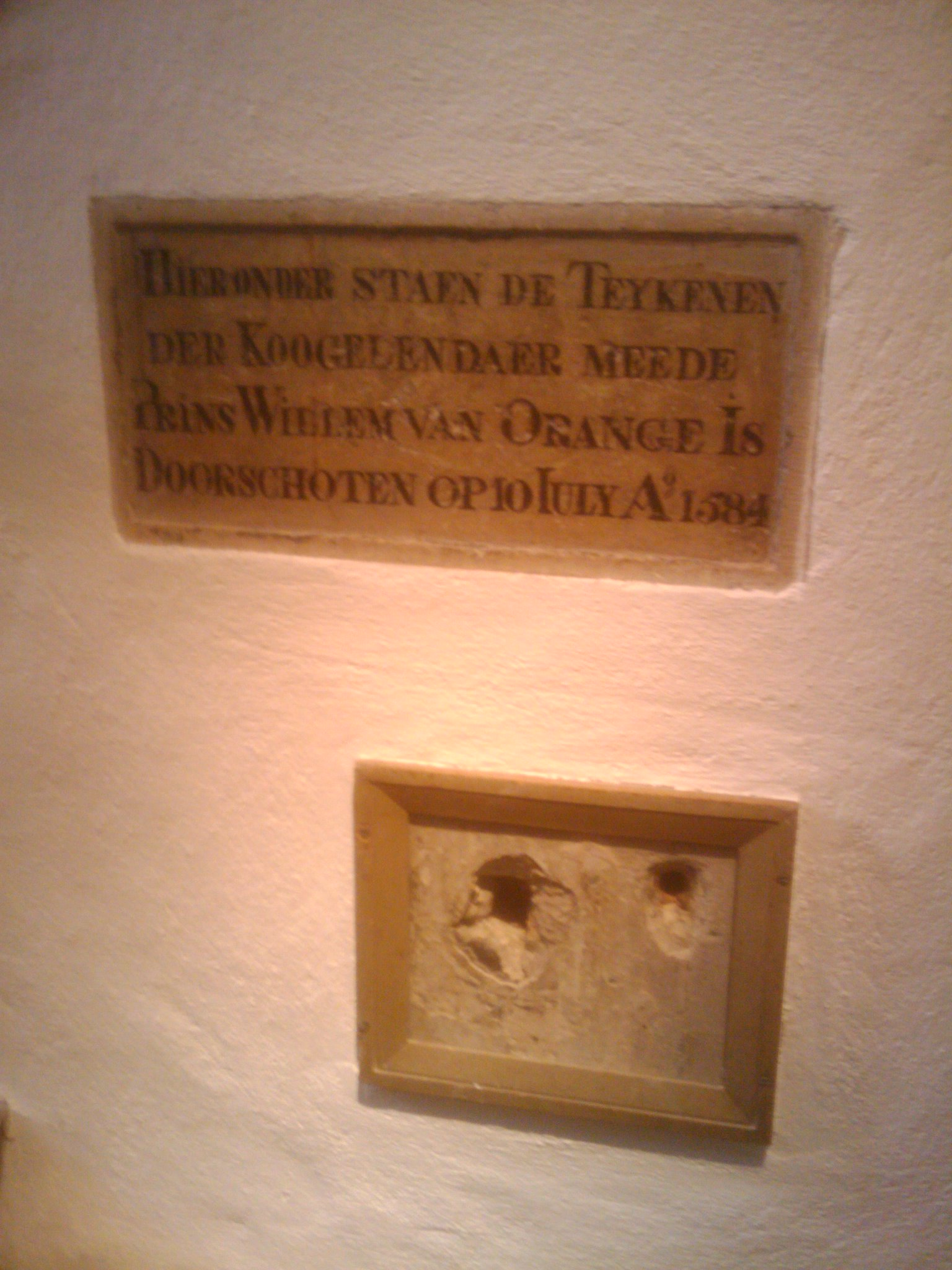
Kogelgaten van de schietpartij zijn nog steeds zichtbaar in het Prinsenhof

Rond half twee verliet het gezelschap, onder wie Rombertus van Uylenburgh, stalmeester Jacob van Malderen, en, naar verluidt, Cornelis van Aerssen de eetzaal. Geen van hen legt een verklaring af. Waar Oranjes lijfwacht en overige hovelingen waren, zoals de kamerheren, pages en gentilhommes, blijft onopgehelderd. Toen Willem van Oranje zijn voet op de eerste trede van de trap zette schoot Balthasar hem van dichtbij in de borst en de zij. De prins zakte in elkaar en sprak – volgens het officiële verslag – zijn beroemde laatste woorden: "Mon Dieu, ayez pitié de mon âme, et de ce pauvre peuple!", vertaald als "Heere Godt weest mijn siele, ende dit arme volck ghenadich", die nog zouden zijn voorafgegaan door "Heere Godt weest mijn siele ghenadich, ick ben seer gequetst". Vandaag de dag bestaat er sterke twijfel of Willem van Oranje deze laatste woorden daadwerkelijk nog heeft kunnen uitspreken. Nieuw onderzoek wees uit dat het zeer waarschijnlijk is dat hij op slag dood is geweest, andere moderne studies spreken dit weer tegen.
Balthasar Gerards vluchtte het Prinsenhof uit, op de hielen gezeten door soldaten en bedienden. Hij klom over de stadsmuur, maar voordat hij in het water kon springen werd hij gevat. Waar hij precies heen had willen vluchten is niet bekend.

## Verhoor en executie
Gerards werd opgesloten in de gevangenis en legde op eigen verzoek een lange schriftelijke verklaring af over zijn beweegredenen. Nog diezelfde dag werd hij verhoord, maar liet verder niet veel los. De schepenen besloten tot foltering over te gaan. De eerste nacht in de gevangenis werd Balthasar met roeden geslagen. Zijn wonden werden met honing ingesmeerd opdat een bok met zijne scherpe tong al leckende zijn vel metten honich afschrabben soude. De bok had er echter geen zin in. De rest van de nacht bracht Balthasar door met zijn handen aan zijn voeten gebonden. De beulen hingen hem een half uur lang op met aan iedere grote teen een gewicht van 300 pond. Hij praatte nog steeds niet genoeg en men deed hem te kleine schoenen aan van nat ongelooid hondenleer. Ze zetten hem voor een groot vuur zodat de schoenen krompen en zijn voeten brandden. Ze hielden gloeiende fakkels onder zijn oksels en staken naalden en spijkers tussen zijn nagels, maar Balthasar gaf geen krimp. Uiteindelijk werd de Utrechtse beul Jacob Michielsz erbij gehaald, maar Balthasar bleef standvastig en ter zake antwoorden. De betrokkenheid van andere mensen bij de aanslag werd niet aangetoond, maar Balthasar noemde wel de naam van Parma.
Balthasar Gerards werd op 13 juli berecht. Het gerecht was van mening dat hy ten exempelen van allen anderen seer righoreuselycken gehestraft [moest] worden. Ze veroordeelden de moordenaar tot een – ook voor zestiende-eeuwse begrippen – uiterst wrede straf. Hij zou de volgende dag naar het schavot worden geleid 

omme aldaer eerst zyn rechterhant, daer hy het voorsz. verradisch moordadighe feyt mede bedreven heeft, met een gloeyende toesluytende yzer geschroyet ende afghebrant te worden, ende dat daer naer met gloeyende tanghen tot ses reysen ende verscheyden plaetsen so aen aermen, beenen, en t'gheen daer sijn lichaem meest met vleesch becleedt is, het vleesch uutgebrant en afghenepen sal worden, ende dat hy daer nae levendich aen vier quartieren ghehouden sal worden, beghinnende van onderen ende ten laesten hem den buyck opgesneden ende zyn hart levendich uuytgenomen ende in syn ansichte geworpen ende daernae zyn hooft affgehouden zal worden ende dat zyn vier quartieren opten bolwercken van der Haechpoorte, Oostpoorte, Ketelpoorte ende Waterslootschepoorte deser stede uuytgehangen ende zyn hooft opte Schooltoorn achter het logement des voornoemden heeren Prince op een staecke gestelt, sullen worden, verclarende alle syne goeden geconfisqueert ten proffyte van den Heer.

In hedendaags Nederlands hertaald staat er:

Zijn rechterhand, waarmee hij het moorddadige feit mede gepleegd heeft, zal met een gloeiende tang worden afgeknepen; vervolgens zal men met gloeiende tangen op verscheidene plaatsen op zijn lichaam, zoals zijn armen, benen en tenen waar het meeste vlees zit, het vlees afknijpen tot op het bot. Vervolgens vierendele men hem levend, beginnend van onder, waarna het hart uit zijn borstkas gesneden en hem in het gezicht zal worden geworpen. Ten slotte zal men zijn hoofd afhakken waarna zijn vier uiteengetrokken delen op de Haagpoort, Oostpoort, Ketelpoort en de Waterslootsepoort tentoongesteld dienen te worden. Zijn hoofd moet op een staak gespietst en vervolgens bij het voormalige huis van de prins worden geplaatst. Zijn bezittingen worden geconfisqueerd en komen aan de Heer ten goede.

De martelingen tijdens de terechtstelling 'stopten pas toen Gerards' hart uit zijn lijf werd gesneden en kloppend en wel in zijn gezicht werd gedrukt. De moordenaar van Oranje gaf eindelijk de geest. Hij werd alsnog gevierendeeld'. Het hoofd op een spiets prijkte enige tijd als afschrikwekkend voorbeeld op de Schooltoren op de stadsmuur tot de Delftse priester Sasbout Vosmeer het op 27 december 1588 "op een veilige plaats verborg". Via zijn broer Tilman in Keulen probeerde hij tevergeefs een proces tot zaligverklaring op gang te brengen. Vosmeer werd in 1592 benoemd tot apostolisch vicaris in de Nederlanden, de hoogste katholieke ambtsdrager bij de afwezigheid van bisschoppen in het land. Toen hij in 1600 door de protestantse overheid werd verbannen, ging hij naar Keulen en nam het hoofd ook mee. Daar werd het nog lang als reliek vereerd, zo intens was de vreugde bij veel katholieken.'
Opvallend is dat we noch uit Balthasars verklaring, noch uit het getuigenverhoor, kunnen opmaken wat hij kwam doen op het Prinsenhof. Het onwaarschijnlijke verhaal dat hij voor een paspoort de prins kon storen, een klusje voor een loketbeambte, lijkt pas voor het eerst te worden vermeld in het Verhael vandemoort, het verslag uit augustus 1584, geschreven door Pierre Loyseleur de Villers. Ook wordt op geen enkele manier duidelijk waarom de bewaking heeft kunnen falen in het niet tijdig detecteren van Balthasars twee geladen pistolen en in het voorkomen dat hij kon schieten.

## Nasleep

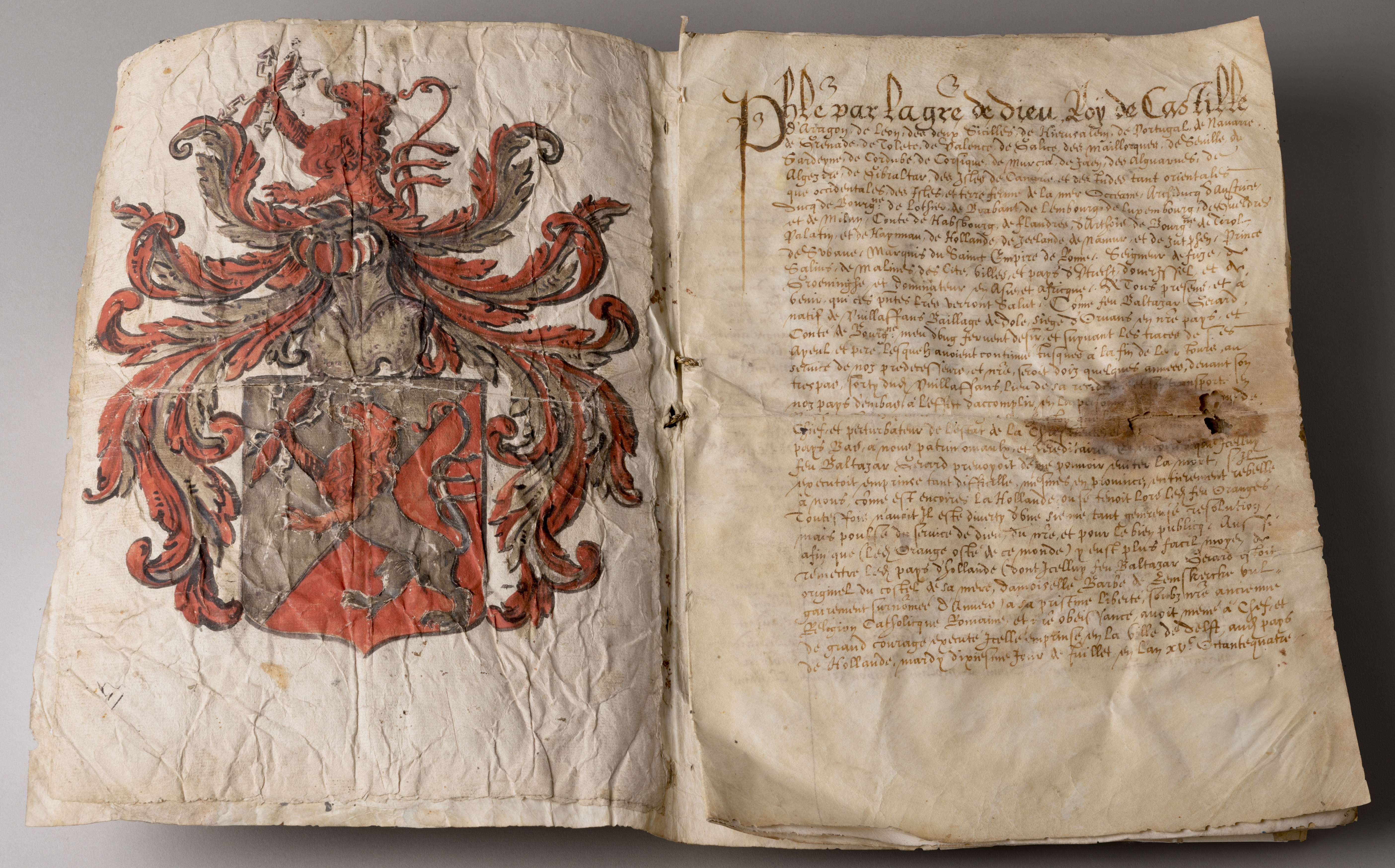
Beloningsbrief van koning Filips II van Spanje aan Balthasar Gerards, 1590

Gerards had ook veel bewonderaars. Een gedicht uit die tijd luidt: Lof! Baltazar Geerarts, die, door Gods providentie, 's Conincks sententie hebt geëxecuteerd, Over den tiran, Orainge, boos van inventie, Wiens pestilentie in Belgis (= de Nederlanden) noch regneert. Er gingen zelfs stemmen op die riepen om Balthasar heilig te verklaren voor wat hij had gedaan. Dat zou nooit gebeuren, maar het is wel tekenend voor de tegenstellingen tussen katholiek en protestant in de Nederlanden.
De beloning, door Filips gesteld op de moord, diende volgens het edict van de koning te worden voldaan uit de nalatenschap van Willem van Oranje. Aangezien Filips daarover nog niet de beschikking had, bleven de nabestaanden zitten met een vordering die niet te innen viel.
Toen aan het begin van het Twaalfjarig Bestand de oudste zoon van Oranje, Filips Willem van Oranje, in zijn Nassause bezittingen werd hersteld, probeerde de landvoogd Albrecht van Oostenrijk hem te dwingen om uit dit vermogen de nabestaanden van Gerards te voldoen. De prins heeft dit een- en andermaal geweigerd.
C.A. Engelbregt schrijft in De Gids (jrg. 1859, blz. 621): "Indien wij wel onderrigt zijn, zoo hebben nog onder de vroege regering van koning Willem I, afstammelingen van Balthasar Gerart, te Doornik, aanzoek gedaan, op grond van die toenmaals uitgeloofde premie van Filips II, om opgenomen te worden onder den Nederlandschen adel!"
In 2019 verwierf de Koninklijke Bibliotheek een brief van Filips II waarin Gerards werd erkend als de moordenaar en waarin 25.000 gouden kronen, ongeveer 79 kilo puur goud, in 2021 een kleine vier miljoen euro, werd toegezegd voor de moord, en een adellijke titel. De familie eiste het geld op, maar Filips kon het niet betalen. In plaats daarvan kregen de familieleden de drie heerlijkheden Liévremont, Hostal (nu Houtaud) en Dammartin (nu Dommartin) in Franche-Comté, uit het bezit van Willem van Oranje. In 1595 kreeg de katholieke zoon van Willem dit echter weer terug.

## Nalatenschap
In de 'vaderlandse geschiedenis' van Nederland zoals die tot uiting komt in geschiedenisboeken en het onderwijs is Gerards eeuwenlang voornamelijk afgeschilderd als moordenaar, 'een uiterst onguur persoon. Een verachtelijke man, die vanuit een hinderlaag lafhartig de Vader des Vaderlands doodde.' De nadruk werd daarbij gelegd op de slechtheid van deze antagonist, terwijl aan zijn motief en herkomst weinig aandacht werd geschonken. De bevolking van zijn geboorteplaats Vuillafans is hem echter als een martelaar van het katholieke geloof gaan beschouwen, waarbij de identiteit en rol van Willem van Oranje en de context van de Opstand van ondergeschikt belang is in de lokale herinneringscultuur.

## Galerij

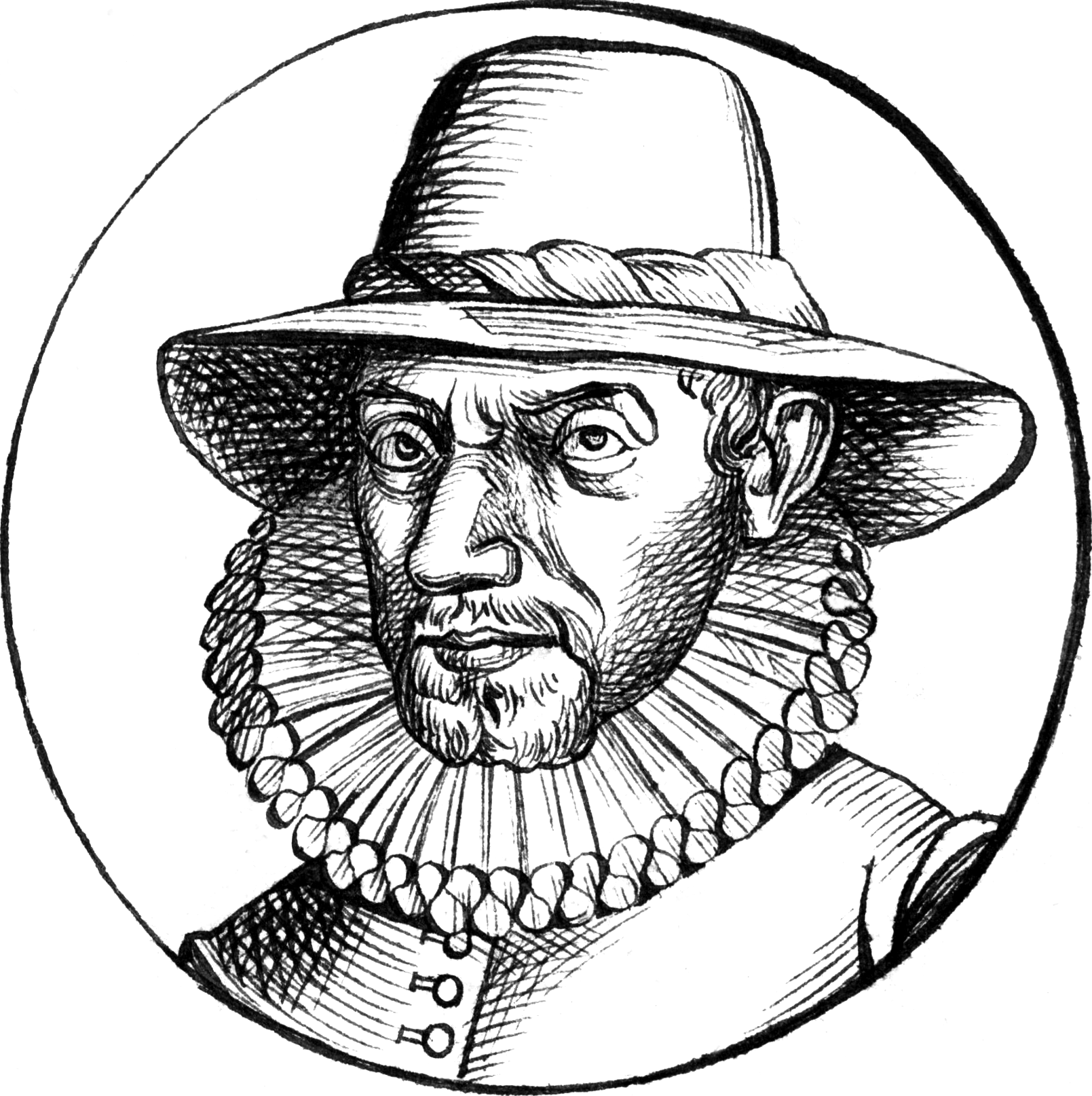
Balthasar Gerards afgebeeld in Opus Chronographicum (1611)
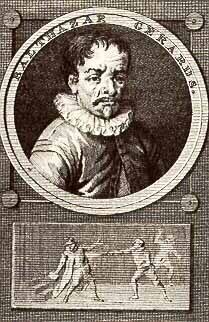
Balthasar Gerards

- Biografisch Portaal: 46194832
- Digitale Bibliotheek voor de Nederlandse Letteren: gera031
- Gemeinsame Normdatei: 1034212060
- International Standard Name Identifier: 0000 0000 2344 9709
- Library of Congress Control Number: n82255368
- Nederlandse Thesaurus van Auteursnamen: 069736111
- Virtual International Authority File: 60447373
- WorldCat: E39PBJkD9WdPm6B9PrCHKJvmBP